# Aubinges
Aubinges ist eine französische Gemeinde mit 402 Einwohnern (Stand: 1. Januar 2022) im Département Cher in der Region Centre-Val de Loire. Sie gehört zum Arrondissement Bourges und zum Kanton Saint-Germain-du-Puy.

## Geografie
Etwa 21 Kilometer nordöstlich von Bourges gelegen befindet sich Aubinges in der Champagne berrichonne (im Berry). Der Ort liegt am Oberlauf des Flusses Colin. 
Umgeben wird Aubinges von den Nachbargemeinden Morogues im Norden, Saint-Céols im Osten, Rians im Südosten und Süden, Les Aix-d’Angillon im Süden und Südwesten sowie Parassy im Westen und Nordwesten.

## Bevölkerungsentwicklung
| Jahr                       | 1962 | 1968 | 1975 | 1982 | 1990 | 1999 | 2006 | 2019 |
| -------------------------- | ---- | ---- | ---- | ---- | ---- | ---- | ---- | ---- |
| Einwohner                  | 307  | 281  | 260  | 226  | 279  | 333  | 365  | 400  |
| Quellen: Cassini und INSEE |      |      |      |      |      |      |      |      |

## Sehenswürdigkeiten
- Kirche Saint-Marcel (siehe auch: Liste der Monuments historiques in Aubinges)
- Domäne Belleville